# Greenwich (bydel)
Greenwich

Vist i Greater London
| Status                | Bydel i London |
| Areal:                | 47,35 km²      |
| Befolkning:           | 221.431 (2002) |
| Befolkningstæthed:    | 4676 pr. km²   |
| ONS-kode:             | 00AL           |
| Adm. center:          | Woolwich       |
| Adm. grevskab:        | Greater London |
| Ceremonielt grevskab: | Greater London |
|                       |                |
| Region:               | Greater London |
|                       |                |

Greenwich (officielt: The Royal Borough of Greenwich eller Greenwich London Borough Council) er en bydel i det sydøstlige London, England. 
Kommunen blev oprettet i 1965, da de tidligere kommuner Metropolitan Borough of Greenwich og Metropolitan Borough of Woolwich blev slået sammen. I dag kar kommenen status som Royal Borough og som London Borough.
Greenwich var en af fem bydele som havde værtskab for Sommer-OL 2012.

## Steder i Greenwich
- Abbey Wood
- Blackheath
- Charlton
- Deptford (nordøstlig del)
- Eltham
- Greenwich
- Kidbrooke
- New Charlton
- Plumstead
- Shooter's Hill
- Thamesmead (West)
- Woolwich